# Diabrotica chloropus
Diabrotica chloropus là một loài bọ cánh cứng trong họ Chrysomelidae. Loài này được Harold miêu tả khoa học năm 1875.